# Kana Abeová
Kana Abeová (* 25. dubna 1988 Išinomaki) je bývalá japonská zápasnice – judistka.

## Sportovní kariéra
S judem začínala ve 3 letech v rodném Išinomaki. Po skončení střední školy Širicu Watanohy v Išinomaki se od roku 2007 připravovala v profesionálním judistickém týmu pojišťovny Mitsui Sumitomo Insurance (MSI) pod vedením Hisaši Janagisawy a jeho asistentů.. V japonské ženské reprezentaci se pohybovala od roku 2009 v polostřední váze do 63 kg. V roce 2012 se kvalifikovala na olympijské hry v Londýně, ale v japonské olympijské nominaci ustopila své týmové kolegyni Jošie Uenové. V závěru roku 2014 se vdala za reprezentačního kolegu Masaši Ebinumu a předčasně ukončila sportovní kariéru.

### Vítězství
- 2010 – 1x světový pohár (Budapešť)
- 2011 – 1x světový pohár (Rio)
- 2013 – 1x světový pohár (Kano Cup), turnaj mistrů (Ťumeň)
- 2014 – 1x světový pohár (Ťumeň)

## Výsledky
| Turnaj            | 2011             | 2012             | 2013             | 2014             |
| Turnaj            | 23               | 24               | 25               | 26               |
| Turnaj            | polostřední váha | polostřední váha | polostřední váha | polostřední váha |
| ----------------- | ---------------- | ---------------- | ---------------- | ---------------- |
| Olympijské hry    |                  | —                |                  |                  |
| Mistrovství světa | úč.              |                  | 5.               | —                |
| Asijské hry       |                  |                  |                  | 3.               |
| Mistrovství Asie  | —                | —                | —                |                  |